# Frontera entre Benín y Burkina Faso

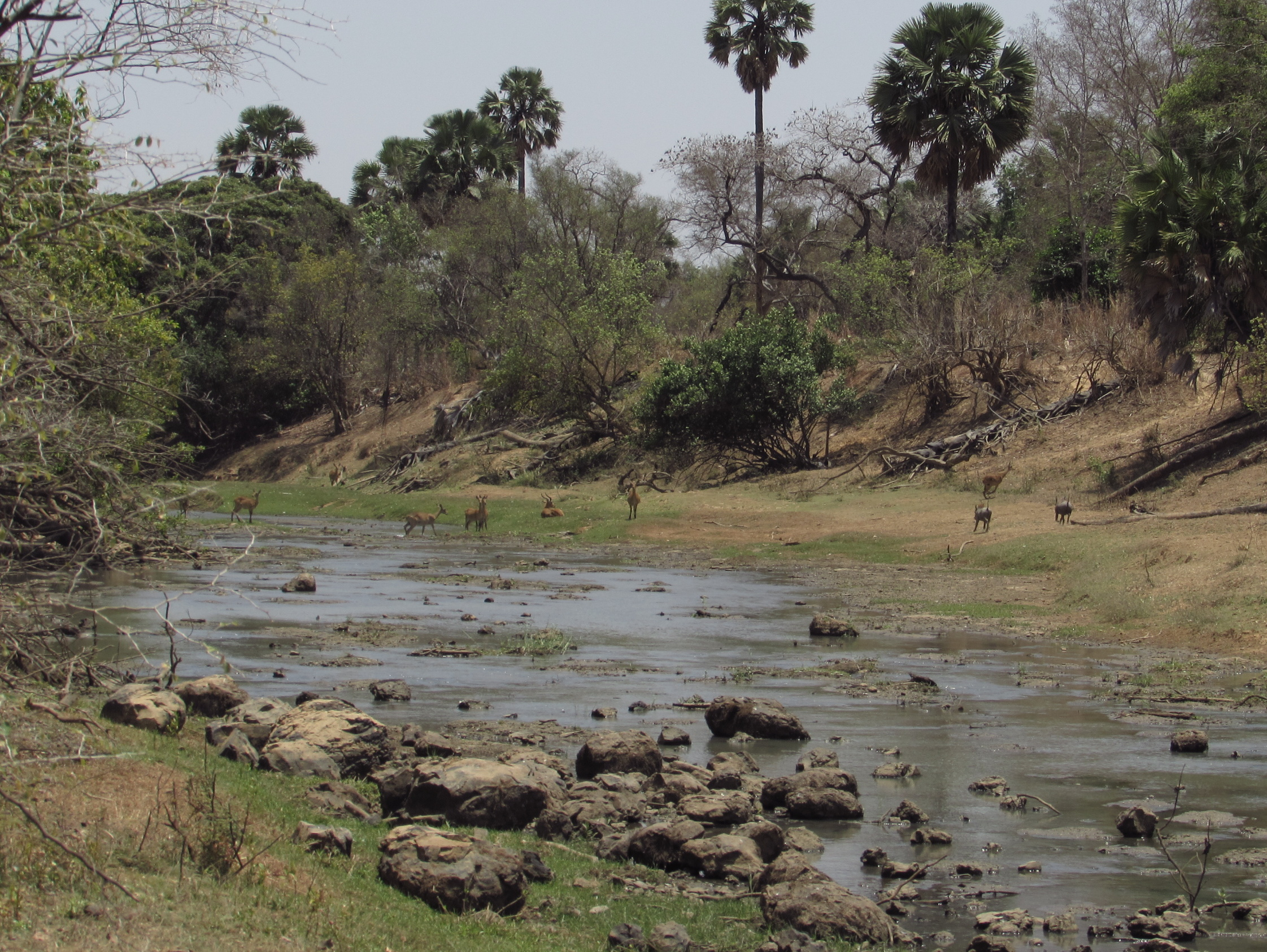
Sobre el margen izquierdo del Oti, Benín; sobre el margen derecho, Burkina Faso.

La frontera entre Benín y Burkina Faso es un límite terrestre internacional continuo de 285 kilómetros, que separa el territorio de Benín al sureste y Burkina Faso en el África Occidental. Existen tensiones entre ambos países debido a desacuerdos sobre el trazado exacto de la frontera, que cubren la aldea de Koalou y sus alrededores, un área de 68 kilómetros cuadrados.

## Historia
En la época colonial, se suponía que la frontera debía seguir el curso del río Pendjari (Oti), en virtud de un decreto del 22 de julio de 1914; pero en 1938, la administración colonial atribuyó a Benín la aldea de Koalou, pero ubicada en la orilla teórica burkinesa del río. Los incidentes ocurren con regularidad, incluidos los conflictos de competencias entre las administraciones benínesa y burkinabé.